# Монастир Феодосія Великого
31°43′16″ пн. ш. 35°16′58″ сх. д. / 31.7211° пн. ш. 35.2828° сх. д.

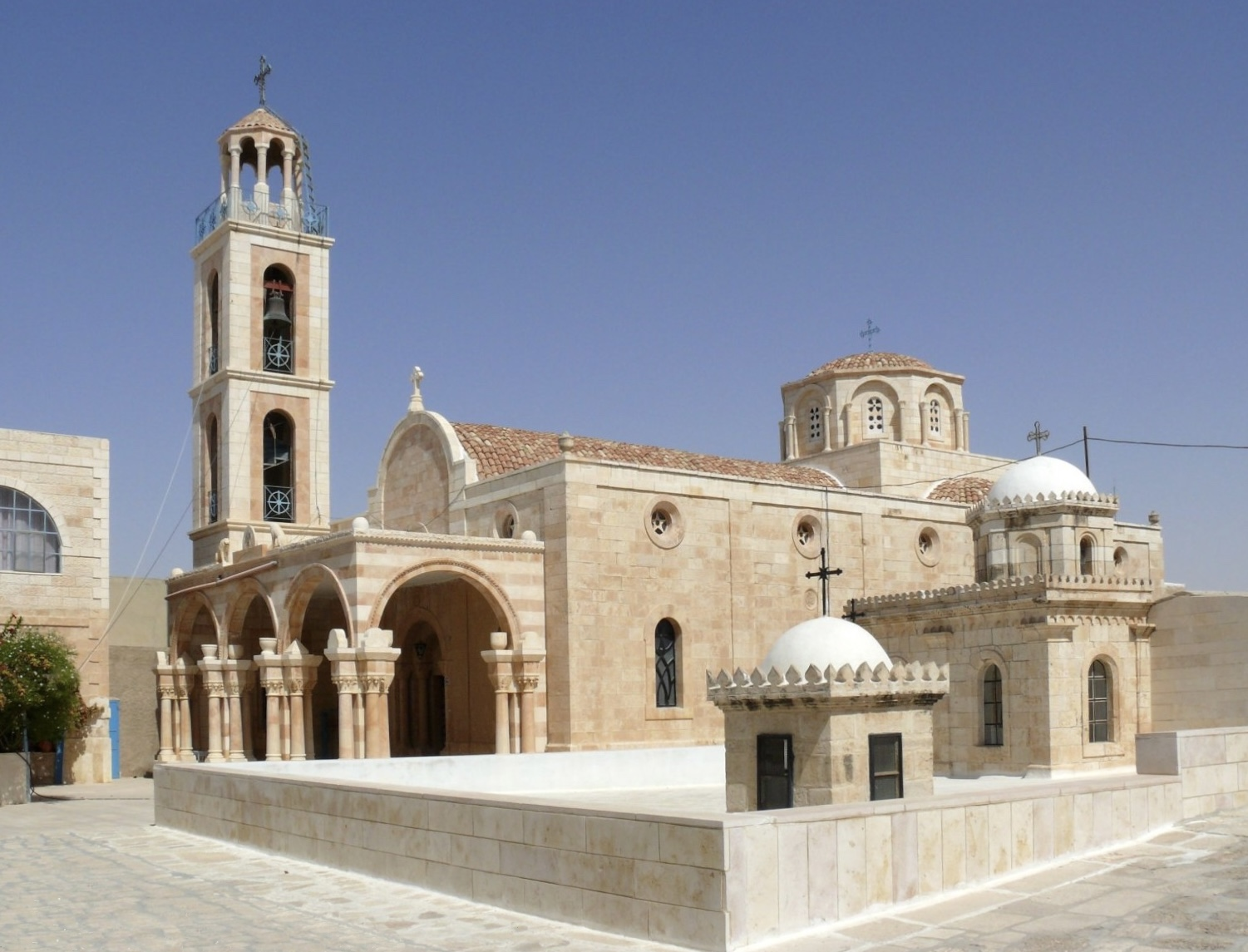
Монастир Феодосія Великого. Поштова адреса: Greek Orthodox Convent, P.O. Box 183, Bethlehem

Монастир Феодосія Великого (Mar Dosi, араб. Deir Dosi, англ. Monastery of St. Theodosius, також монастир називають Лавра Феодосія Великого) це перший в Палестині спільножительний монастир. Розташований в 12 км на схід від Вифлиєму, в Юдейській пустелі, на території Західного берегу річки Йордан, в Палестинській автономії. Зараз це грецький православний жіночий монастир, який підпорядкований Єрусалимській патріархії.

## Історія монастиря

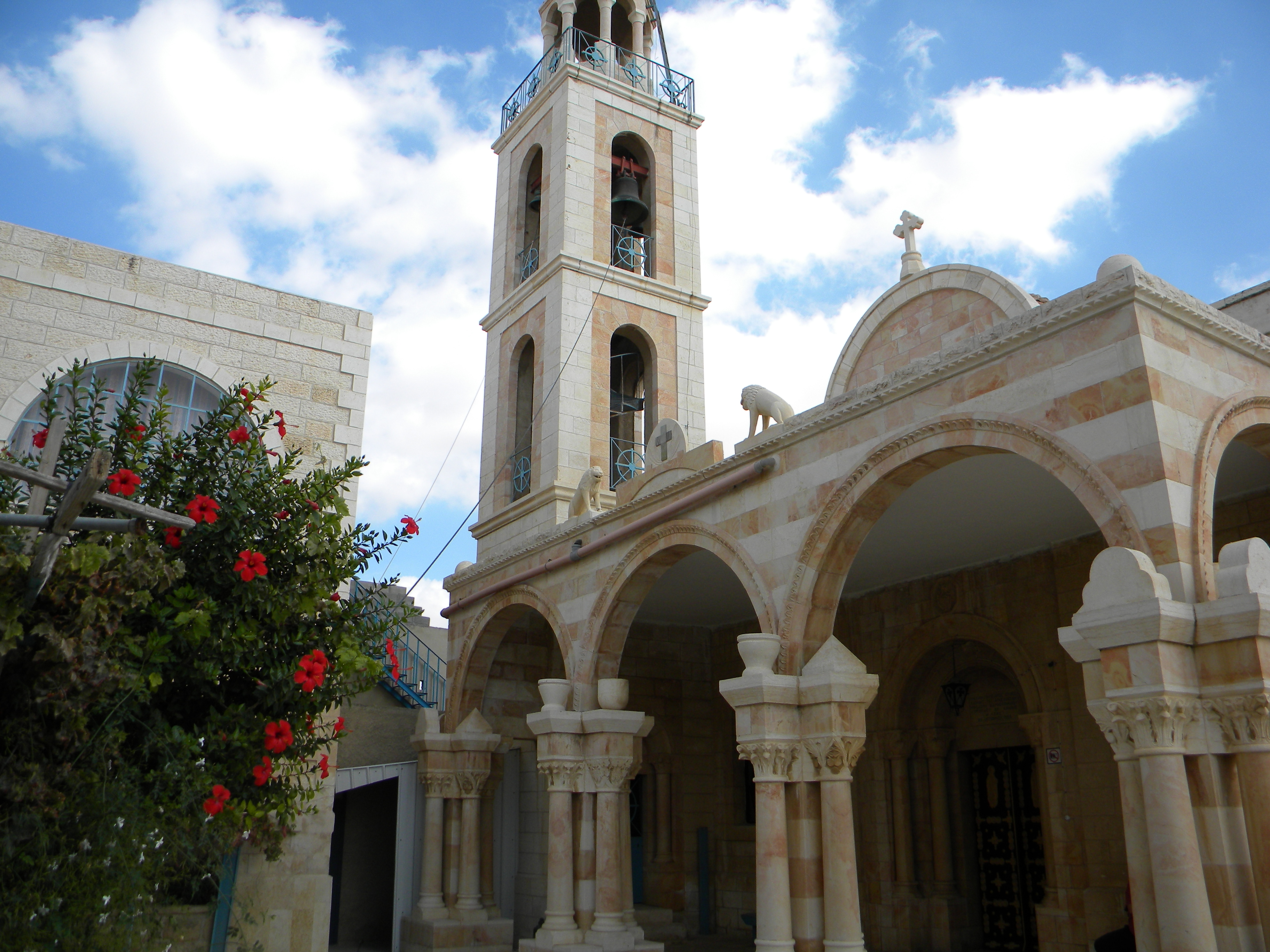
Монастир Феодосія Великого.

Заснований в 476 році Феодосієм Великим біля печери, де, як говорить передання, на зворотньому шляху відпочивали, волхви, що ходили поклонитись народженому Христу (Мф 2:12).
Присвячений Пресвятій Богородиці.
В період максимального розквіту обителі (VI — поч VII ст.) кількість насельників перевищила 700 осіб.
У 614 році монастир, так само як і всі інші сусідні, був зруйнований персами. Перси завдали чернецтву, мабуть, самий жорстокий і нищівного удару, після якого більшість монастирів так і не змогло оговтатися, а слідом за ними і весь край перетворився на пустелю. Ними було вирізано 30 тис. (за іншою версією 90 тис.) християн, всі святині були спаплюжені і розграбовані.
У 622 році сасанідський імператор Хозров дозволив християнам знову відбудувати свої церкви і монастирі.
В 628 р. Хозров був убитий своїм сином, а в 629-му візантійський імператор Іраклій, розгромивши персів, повністю звільнив Палестину, передавши всю владу християнським патріархам.
Навіть через шість століть після кончини прп. Феодосія Великого його монастир представлявся прочанинові з Русі — ігумену Даниїлу як місто. Опис цього монастиря також дає нам, грецький паломник Іоанн Фока, який відвідав Святу Землю в 1185 році

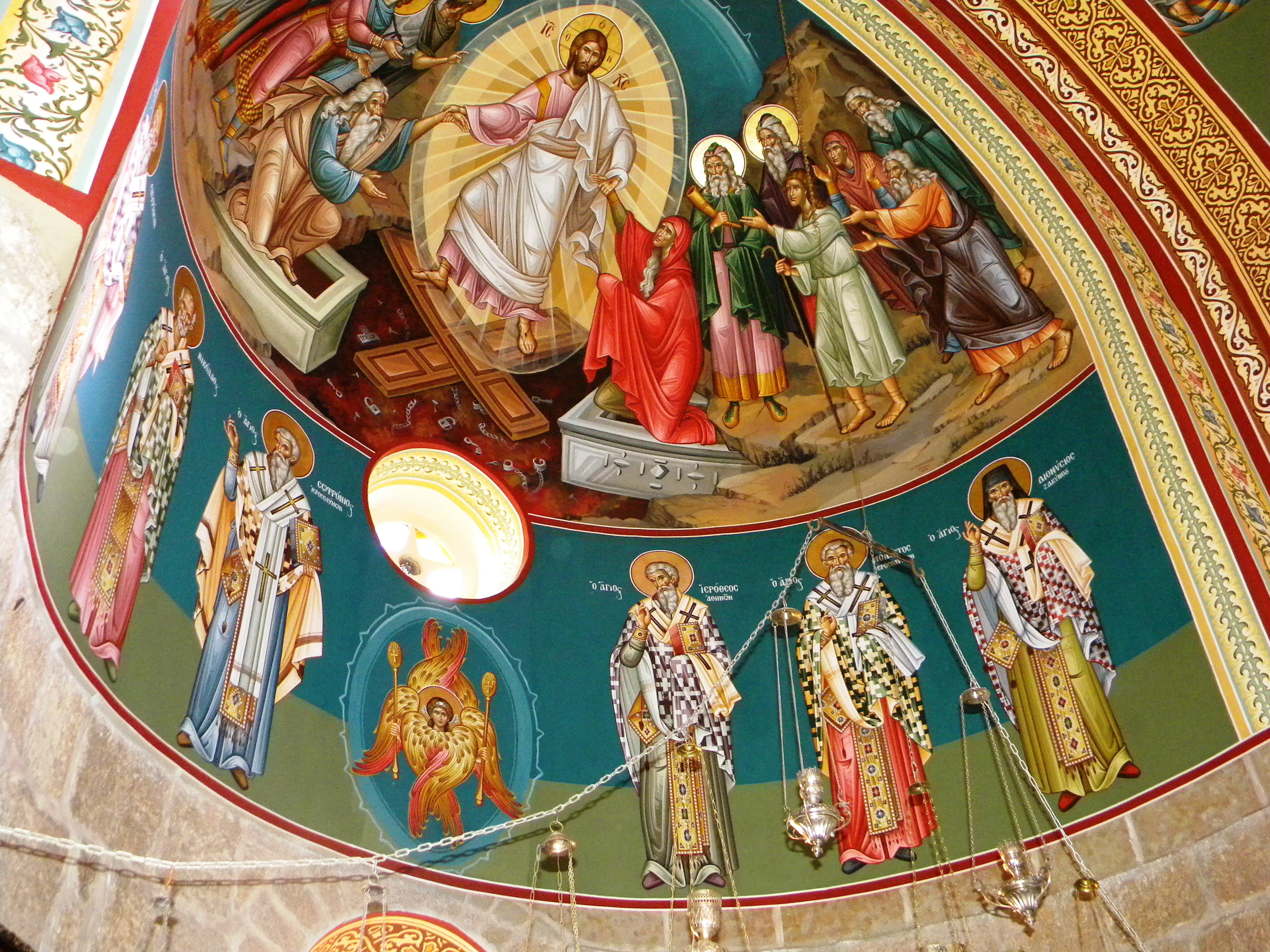
Монастир Феодосія Великого. Вигляд зсередини

Монастир преп. Феодосія існував до початку XVI століття, коли був розорений турками, після чого довгий час був в запустінні.
У 1898 році Єрусалимська патріархія викупила цю ділянку землі і зайнялася реконструкцією, яка йшла з 1914 по 1952 роки.
Новий храм був освячений в 1955 році. Могила ігумена, при якому будівництво храму було завершено знаходиться біля його південної стіни. Поруч можна бачити залишки господарського двору обителі, яка була зруйнована персами в 614 році.
Сама печера збереглася донині і містить гробниці Іоанна Мосха та інших святих, зокрема самого св. Феодосія (але мощі його зараз в Єрусалимі в Храмі Гробу Господнього).

## Настоятелі
- Прп. Феодосій Великий (476—529)
- Св. Модест Єрусалимський (до 614/632)
- Ієрофей (згадується. вкін. 2000-х рр.)

## Сучасність

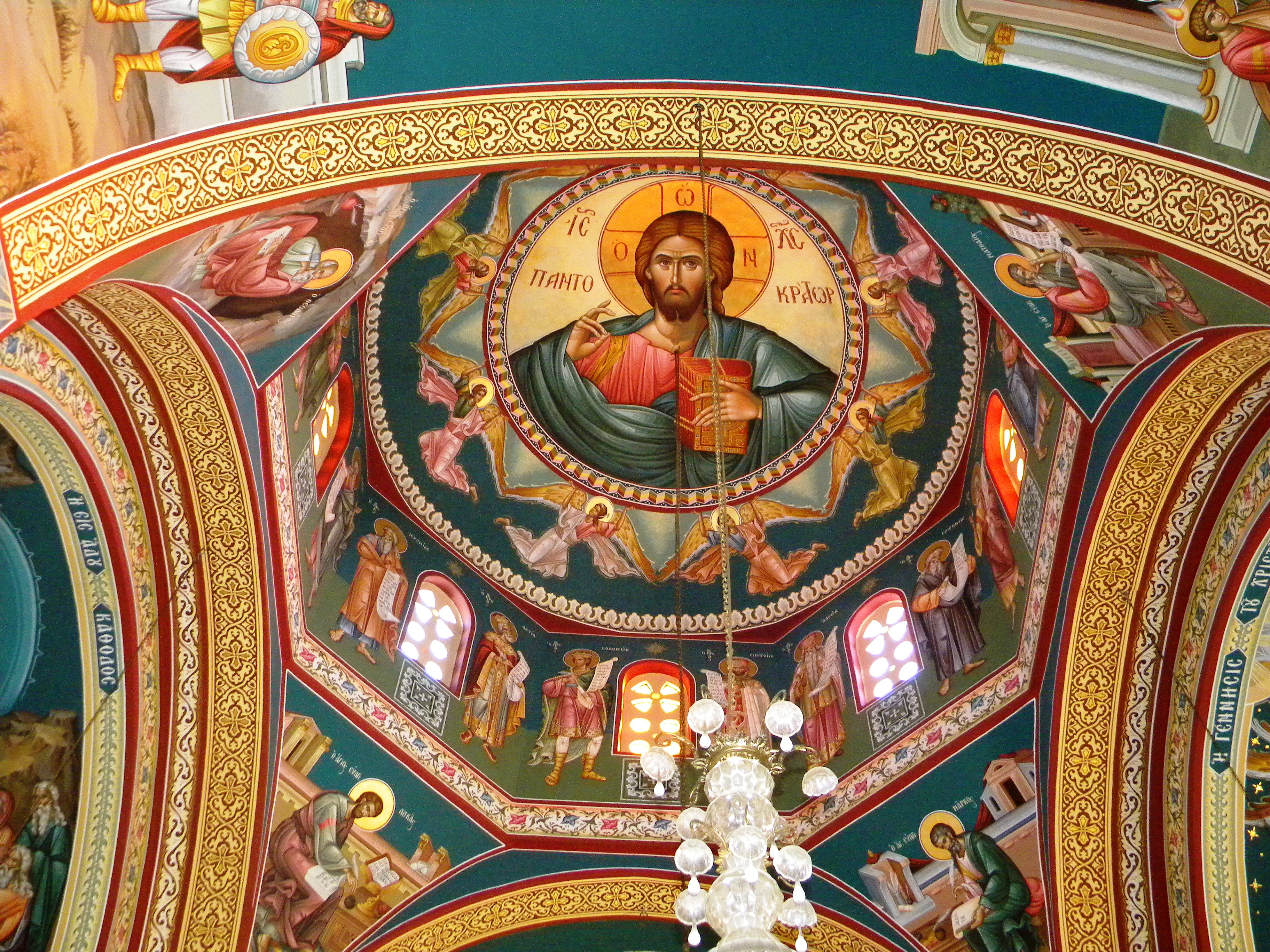
Монастир Феодосія Великого. Вигляд зсередини

Сучасні будівельні та ремонтні роботи завершені близько 1980 року, а оздоблення храму змінюється і зараз. В даний час це православний грецький жіночий монастир у підпорядкуванні Єрусалимської патріархії, де живуть кілька румунських черниць. Є й літній священик, який веде служби в храмі.

## Цікаво
Зліва від Царських воріт іконостасу знаходиться незвичний на цьому місці список афонської ікони Іверської Божої Матері (Вратарниці), з пронизаною щокою, списом воїна-іконоборця.
В монастирі поховані мати прп. Сави, Софія і його сестра, матері прп. Феодосія і свв. безсрібників Косми і Даміана, дружина преп. Ксенофонта Марія, а також чернець і духовний письменник кінця VI — початку VII століття Іоанн Мосх, який багато подорожував разом з учнем Софронієм, який згодом став Єрусалимським патріархом.
Близько ста років спочивала в обителі і покровителька білоруського жіночого чернецтва, Єфросинія Полоцька (XII ст.). Вона стала першою жінкою Білорусі, визнаною святою. Наприкінці життя преп. Єфросинія здійснила паломництво із заснованого нею Полоцького Спасо-Євфросинієвого монастиря в Єрусалим, де померла близько 1167 року і була похована в монастирі св. Феодосія.
У храмі обителі Феодосія Великого є кілька подарованих паломниками образів преп. Євфросинії, а також ікони інших святих Русі.